# Civiele en militaire divisies van een ridderorde

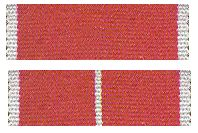
Linten van de civiele en militaire divisies van de Orde van het Britse Rijk

In een aantal ridderorden maakt men een onderscheid tussen de leden, van enige rang of graad, in de militaire divisie en in de civiele divisie. De Britse Orde van het Bad was een van de eerste orden waarin dat verschil werd gemaakt; de orde diende andere landen tot voorbeeld.
In Nederland kent de Orde van Oranje-Nassau geen divisies, de orde wordt wél met de Zwaarden" toegekend. De Belgische Leopoldorde wordt aan militairen met zwaarden en met ankers op kruis en ster verleend.
De Britse Orde van het Britse Rijk en de Medaille van het Britse Rijk kent geen "zwaarden" maar de Militaire Divisie wordt aan een lint met een grijze middenstreep gedragen. Bij de Civil Division ontbreekt die streep.
Pauselijke ridderorden zoals de Orde van Sint-Gregorius kennen in een aantal gevallen een militaire divisie. Men herkent de militaire divisie aan een trofee boven het kruis. Burgers dragen een kruis met een lauwerkrans.
Bij de Tsjechoslowaakse orden als de Orde van de Witte Leeuw en de Slowaakse Orde van Ľudovít Štúr is de verhoging bij de militaire divisie met zwaarden versierd terwijl de civiele divisie met een verhoging met gouden lindebladeren aan het lint is bevestigd.